# گمینا توچنپه
گمینا توچنپه (به لهستانی:  Gmina Tuczępy) یک گمینا در لهستان است که در شهرستان بوسکو واقع شده‌است. گمینا توچنپه ۸۳٫۷۴ کیلومتر مربع مساحت و ۳٬۹۰۰ نفر جمعیت دارد.